# Surf’s Up
Surf’s Up (с англ. — «Лови волну») — семнадцатый студийный альбом американской рок-группы The Beach Boys. Пластинка вышла в августе 1971 года на Brother Records. Она получила в основном положительные отзывы и достигла 29-го места в американском хит-параде журнала Billboard, самой высокой позиции с 1967 года. В Великобритании Surf’s Up запись заняла 15-е место.

## Об альбоме
Первоначально пластинка носила рабочее название Landlocked, но в итоге получила своё имя от заключительного трека «Surf’s Up», песни, изначально предназначавшейся для незаконченного альбома группы Smile. Бо́льшая часть Surf’s Up была записана с января по июль 1971 года. В отличие от предыдущего альбома Sunflower, Брайан Уилсон не принимал особенно активного участия в продюсировании, что привело к более тонким вокальным аранжировкам. В лирическом плане диск затрагивал экологические, социальные и медицинские проблемы больше, чем предыдущие релизы группы.
Картина помещённая на обложку воспроизводит образ известной скульптурной композиции «Конец пути», созданной в 1915 году американским скульптором Джеймсом Эрлом Фрейзером.
В США были выпущены два сингла: «Long Promised Road» и «Surf’s Up». Только первый попал в Billboard Hot 100, достигнув 89-й позиции.
Surf’s Up был последним альбомом The Beach Boys, записанным с Брюсом Джонстоном до выхода L.A. (Light Album) 1979 года. Позже он раскритиковал пластинку: «Для меня Surf’s Up был и остаётся раздутой халтурой! Это было ложное отражение The Beach Boys, которое изначально разработал Джек Райли… создавалось впечатление, что Брайан Уилсон был не просто гостем на этих сессиях». В другом интервью Джонстон сказал: «Всё, что я могу сказать, это то, что с самого начала я думал, что то, что Джек пытался сделать, было абсолютно правильным с финансовой и коммерческой точек зрения. Так он помог группе осознать нашу нишу в поп-музыке».
В 2000 году альбом был переиздан на одном компакт-диске вместе с альбомом Sunflower.

## Список композиций
| №  | Название                     | Автор(ы)                                 | Вокал                 | Длительность |
| -- | ---------------------------- | ---------------------------------------- | --------------------- | ------------ |
| 1. | «Don’t Go Near the Water»    | Майк Лав / Алан Джардин                  | М. Лав, А. Джардин    | 2:39         |
| 2. | «Long Promised Road»         | Карл Уилсон / Джек Рили                  | К. Уилсон             | 3:30         |
| 3. | «Take a Load Off Your Feet»  | А. Джардин / Брайан Уилсон / Гэри Уинфри | Б. Уилсон, А. Джардин | 2:29         |
| 4. | «Disney Girls (1957)»        | Брюс Джонстон                            | Б. Джонстон           | 4:07         |
| 5. | «Student Demonstration Time» | Лейбер — Столлер / М. Лав                | М. Лав                | 3:58         |

| №  | Название                               | Автор(ы)                | Вокал                                | Длительность |
| -- | -------------------------------------- | ----------------------- | ------------------------------------ | ------------ |
| 1. | «Feel Flows»                           | К. Уилсон / Дж. Рили    | К. Уилсон                            | 4:44         |
| 2. | «Lookin’ at Tomorrow (A Welfare Song)» | А. Джардин / Г. Уинфри  | А. Джардин                           | 1:55         |
| 3. | «A Day in the Life of a Tree»          | Б. Уилсон / Дж. Рили    | Дж. Рили, Ван Дайк Паркс, А. Джардин | 3:07         |
| 4. | «’Til I Die»                           | Б. Уилсон               | К. Уилсон, Б. Уилсон, М. Лав         | 2:41         |
| 5. | «Surf’s Up»                            | Б. Уилсон / В. Д. Паркс | К. Уилсон, Б. Уилсон, А. Джардин     | 4:12         |

## Участники записи
Список составлен по статье Крейга Словински, нумерация треков указана по изданию в формате компакт-диска
The Beach Boys:
- Алан Джардин — ведущий (песни 1, 3, 7, 8, 10) и бэк-вокал (песни 1-5, 7-10); электрогитары (песня 1); акустические гитары (песни 3, 7); банджо (песня 1); фортепиано (песня 1); бас-гитара (песня 7)
- Брюс Джонстон — ведущий (песня 4) и бэк-вокал (песни 1, 2, 4-10); фортепиано (песня 4); орган Хаммонда (4, 7?, 9); синтезатор Moog (песня 4); мандолины (песня 4)
- Майк Лав — ведущий (песни 1, 5, 9) и бэк-вокал (песни 1, 2, 4, 5, 8-10); бубен (песня 5)
- Брайан Уилсон — ведущий (песни 3, 9, 10) и бэк-вокал (песни 1-4, 6, 8-10); орган Болдуина (песни 1?, 3); орган Хаммонда (песня 9); фисгармония (песни 1?, 8); синтезатор Moog (песни 8, 10?); Роксикорд (песня 9); фортепиано (песня 10); губная гармошка (песня 1?); бас-гитара (песня 3); малый барабан (песня 9); перкуссия (песни 3, 9); Rolls-Royce Phantom V (песня 3)
- Карл Уилсон — ведущий (песни 2, 6, 9, 10) и бэк-вокал (все треки); электрогитары (песня 1, 2, 5, 6); акустические гитары (песни 2, 8, 9); фортепиано (песни 2, 6); pianos w/ taped strings (песня 6); электронное пианино Wurlitzer[англ.] (песня 2); орган Болдуина (песня 6); орган Хаммонда (песни 2, 10); синтезатор Moog (песни 2, 6, 10?); бас-гитара (песня 6); барабаны (песни 2, 7?); перкуссия (песни 1, 2, 6, 10)
- Деннис Уилсон — бэк-вокал (песни 5, 10); барабаны (песня 5)

Дополнительные участники гастрольной группы:
- Эд Картер — электрогитара (песня 4); акустические гитары (песня 4)
- Дэрил Драгон[англ.] — синтезатор Moog (1, 5?); органы (песня 8); фортепиано (песни 1, 5); электрогитара (песня 1); бас-гитара (песни 1, 9); вибрафон (песня 9)
- Деннис Драгон — барабаны (песня 4)
- Майк Ковальски[англ.] — барабаны (песня 1); перкуссия (песня 1)

Приглашённые музыканты:
- Блонди Чаплин — бас-гитара (песня 5)
- Билл Дезимоун — бэк-вокал (песня 10)
- Кэти Драгон — флейты (песня 4)
- Ван Дайк Паркс[англ.] — вокал в (песня 8)
- Джек Райли[англ.] — ведущий вокал (песня 8) и бэк-вокал (песня 10), дыхательные эффекты (песня 6)
- Дайан Ровелл — бэк-вокал (песни 2, 6)
- Мэрилин Уилсон[англ.] — бэк-вокал (песни 2, 6)
- Гэри Уинфри — бэк-вокал (песня 3)

Дополнительные сессионные музыканты:

| - Артур Бриэлаб — валторна (песня 10) - Джимми Бонд — контрабас (песня 10) - Фрэнк Кэпп — звон ключей от машины (песня 10); хай-хэт (песня 10) - Эл Кейси — электрогитара (песня 10) - Рой Кейтон — труба (песня 10) - Эл Де Лори — фортепиано (песня 10) - Дэвид Дьюк — валторна (песня 10); вагнеровская туба (песня 10) - Гленн Феррис — тромбон (песня 5) | - Сэм Фрид — скрипка (песня 3) - Давид Фризина — скрипка (песня 3) - Джордж Хайд — валторна (песня 10) - Анатолий Каминский — скрипка (песня 3) - Натан Капрофф — скрипка (песня 3) - Джордж Каст — скрипка (песня 3) - Кэрол Кэй — бас-гитара (песня 10) - Чарльз Ллойд — тенор-саксофон (песня 6); флейта (песня 6) | - Сал Маркес — труба (песня 5) - Роджер Нойманн — тенор-саксофон (песня 5) - Ник Пеллико — глокеншпиль (песня 10) - Джоэл Пескин — тенор-саксофон (песня 5) - Майк Прайс — труба (песня 5) - Клод Шерри — валторна (песня 10) - Вуди Теус — большой барабан (песня 6); систр (песня 6) - Стивен Деспер — синтезатор Moog (песни 6, 8−10) |

Технический персонал:
- The Beach Boys — музыкальный продюсер
- Стивен Деспер[англ.] — звукоинженер и инженер сведе́ния
- Эд Трэшер[англ.] — арт-директор

## Позиции в хит-парадах
Еженедельные чарты:
| Хит-парад (1971—1972)            | Высшая позиция | Пребывание в чарте |
| -------------------------------- | -------------- | ------------------ |
| Австралия (Kent Music Report)    | 3              | нет данных         |
| Великобритания (UK Albums Chart) | 15             | 7 недель           |
| Канада (RPM Albums Chart)        | 22             | 14 недель          |
| США (Billboard Top LPs)          | 29             | 17 недель          |